# Sun Diego

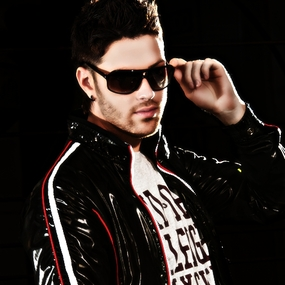
Sun Diego (2011)

Sun Diego (* 17. März 1989 in Czernowitz, Ukrainische SSR, Sowjetunion; heute Ukraine, bürgerlich Dmitrij Aleksandrovic Chpakov) ist ein deutscher Rapper ukrainisch-jüdischer Herkunft aus Osnabrück. Er erlangte vor allem durch seine Aktivitäten als Battle-Rap-Künstler Bekanntheit.
Zeitweise war sein Auftreten unter dem Künstlernamen SpongeBOZZ an die Zeichentrickfigur SpongeBob Schwammkopf angelehnt und er vermischte diese mit Motiven des Gangsta-Raps. Dabei rappte er maskiert und mit verstellter Stimme, die der Stimme SpongeBobs ähneln sollte. Seit Ende 2017 tritt Chpakov wieder hauptsächlich unter seinem aktuell genutzten Künstlernamen Sun Diego auf, wobei er unter diesem Namen mit seiner natürlichen Stimme rappt.

## Leben

### Kindheit und Jugend
Dmitrij Aleksandrovic Chpakov wurde am 17. März 1989 in Czernowitz geboren, das damals noch zur Ukrainischen SSR gehörte. Seine Mutter war Berufsmusikerin, sein Vater laut Chpakovs Angaben ein Alkoholiker, den er nie kennengelernt hatte. 1992 siedelte seine Mutter aus persönlichen Gründen und wegen der Tschernobyl-Katastrophe zusammen mit ihm und seiner Großmutter aus der Ukraine nach Deutschland über. Zunächst kamen sie nach Berlin, zogen dann aber in ein Flüchtlingsheim in Osnabrück. Laut Autobiografie zogen sie 1993 nach Osnabrück-Eversburg, nachdem seine Mutter eine Beziehung zu einem ehemaligen jugoslawischen Militär, der unter anderem als Drogendealer in Erscheinung trat, aufgenommen hatte. Die Beziehung war nach eigenen Angaben von Gewalt geprägt. Chpakov gibt an, infolgedessen selbst ins kriminelle Milieu eingestiegen zu sein. In seiner Autobiografie schildert er, nach Abbruch der Schule zusammen mit einer Jugendbande Handybetrug und Identitätsdiebstahl im großen Stil begangen zu haben.

### Beginn der Hip-Hop-Karriere
Im Dezember 2004 trat Chpakov sein erstes Battle in der Reimliga Battle Arena unter dem Namen „Capri_Sonne“ an, welches jedoch nicht gewertet wurde. Insgesamt gewann er neun von 20 Battles. Im Juli 2008 gründeten Chpakov und John Webber das Musiklabel Moneyrain Entertainment. Beide veröffentlichten im gleichen Jahr das Ruski Tape durch das sie geringe Bekanntheit erlangten. Der Rapper Kollegah, mit dem Dmitrij nach Eigenangaben seit der RBA eine Online-Freundschaft verband, holte ihn auf den zweiten Sampler von Selfmade Records Chronik 2 (2009). Sun Diego übernahm den Gastpart auf dem Lied G's sterben jung. Im Dezember desselben Jahres übernahm er erneut einen Gastpart auf Kollegahs Zuhältertape Volume 3. Die Aufnahmen zu Bossaura fanden in Sun Diegos Heimatstadt Osnabrück statt. Zuvor richteten sich Kollegah und er ein gemeinsames Studio ein.

### Als SpongeBOZZ
Sun Diego trat erstmals als SpongeBOZZ im März 2013 in Erscheinung. In diesem Jahr nahm er am „JuliensBlogBattle“ (kurz JBB) teil und gewann sowohl den Wettbewerb 2013 als auch das sogenannte „King-Finale“ 2013 gegen Vorjahressieger 4tune und das „King-Finale“ 2014 gegen den JBB-2014-Sieger Gio.
Insbesondere Sun Diegos Beitrag zum JBB King-Finale 2014 gegen Gio, welcher aus einem fast 35-minütigen Disstrack bestand, erregte große Aufmerksamkeit. Das Video wurde mehr als 24,4 Millionen Mal aufgerufen (Stand Februar 2024). Im November 2014 kündigte Chpakov sein erstes Studioalbum, das Planktonweed Tape, an. Das Album sollte ursprünglich am 20. März erscheinen, jedoch wurde der Veröffentlichungszeitraum auf den 17. April 2015 verschoben. Er gab an, die Aufnahmen aus gesundheitlichen Gründen pausieren zu müssen. Planktonweed Tape erschien schließlich über das eigene Label Bikini Bottom Mafia am 17. April 2015. Am 28. April 2015 gab GfK Entertainment bekannt, dass Planktonweed Tape auf Platz eins der deutschen Charts eingestiegen ist. Zwei Tage später gab der Rapper selbst bekannt, dass das Album aufgrund des Liedes A.C.A.B. (Akronym für All cops are bastards) von der Bundesprüfstelle für jugendgefährdende Medien indiziert werden soll. Die Indizierung wurde am 30. September 2015 rechtskräftig.
Am 9. Januar 2017 veröffentlichte Chpakov die Doppelsingle Started from the Bottom/Apocalyptic Infinity und kündigte sein zweites Studioalbum Started from the Bottom / KrabbenKoke Tape an, das schließlich am 9. Juni 2017 erschien und Platz 2 der deutschen Charts erreichte. Ebenfalls bestätigte er die Gerüchte, dass es sich bei der Kunstfigur SpongeBOZZ um Sun Diego handelte.

### Nach SpongeBOZZ
Im Oktober 2017 wurden seine Privatwohnung und sein Tonstudio im Auftrag von Zoll und Finanzamt durchsucht. Chpakov hatte jahrelang keine Steuererklärung abgegeben. Bei der Razzia wurden unter anderem Drogen und Waffen entdeckt.
Im Januar 2018 kündigte Chpakov seine Autobiographie Yellow Bar Mitzvah – die sieben Pforten vom Moloch zum Ruhm an, welche Ende Februar 2018 erschien und von ihm zusammen mit Dennis Sand geschrieben wurde. Zur Promotion des Buches ging er auf Signierstunden in den fünf deutschen Städten Berlin, Köln, München, Stuttgart und Dortmund. Das Buch erreichte in der Spiegel-Bestsellerliste Sachbuch (Hardcover) Platz 2 und blieb insgesamt neun Wochen in den Top 50.
Im April 2018 veröffentlichte er das Lied Eloah, mit dem er erstmals in die Top 10 der deutschen Singlecharts einsteigen konnte. Es handelte sich dabei um den ersten Song unter seinem alten Alias-Namen, der die deutschen Charts erreichte. Es folgte Rock Me Amadeus auf Platz 71, eine Falco-Interpretation von der Hip-Hop-Kompilation Sterben um zu leben, ein Tributealbum an den österreichischen Musiker. Am 22. Juni 2018 erschien seine Solosingle Hookah Kartell, die Platz 59 erreichte.
Am 29. Juni 2018 veröffentlichte Juri sein erstes Album Bratans aus Favelas über Chpakovs Label Bikini Bottom Mafia. Dort ist Chpakov auf mehreren Songs vertreten. Am 24. Juli 2020 folgte dann Teil 2, in dem er ebenfalls in zwei Songs zu hören war.

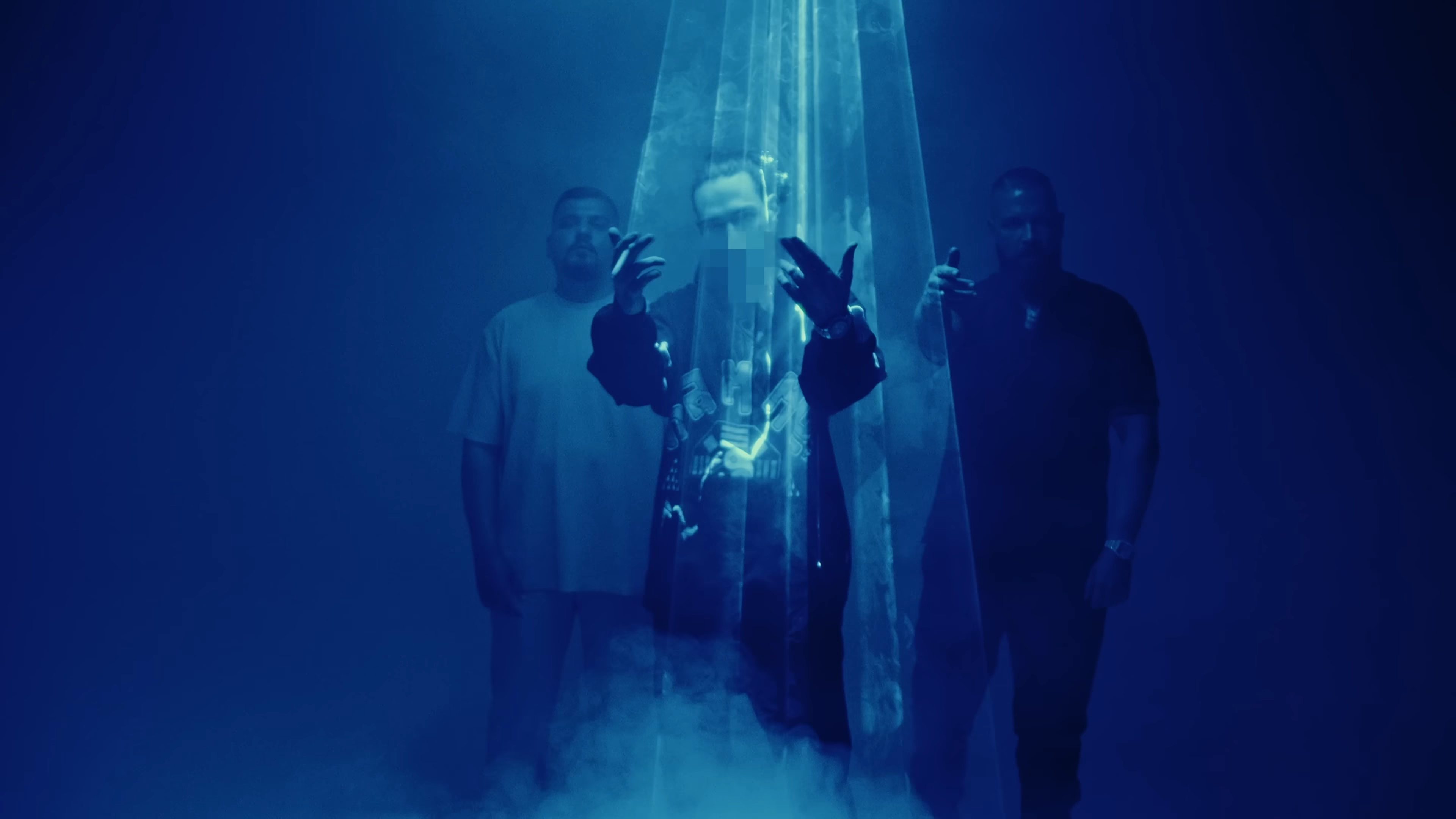
Sun Diego (2022)

Am 9. Juni 2021 wurde auf YouTube und Instagram ein neues Album mit dem Namen Yellow Bar Mitzvah angekündigt. Der Name war bereits bekannt, da es bereits sowohl einen gleichnamigen Song auf Started from the Bottom / KrabbenKoke Tape als auch eine Autobiographie gab. Mit Rostov on Don und Apocalyptic Endgame wurden am 19. November 2021 die ersten beiden Songs des Albums, dessen Veröffentlichung für April 2022 fixiert wurde, veröffentlicht. Für die beiden Songs wurde unter der Regie von Daniel Zlotin ein gemeinsames 33-minütiges Musikvideo gedreht, welches mit seinen reinen Produktionskosten von ungefähr 200.000 Euro als das wohl teuerste Musikvideo der Deutschrapgeschichte angesehen wird.
Das Album Yellow Bar Mitzvah erschien am 22. April 2022 und erreichte Platz eins der deutschen Albumcharts und enthält Features mit Kollegah, Farid Bang und Ali As, sowie auf dem Track Legenden mehrere bekannte Rapper aus dem JuliensBlogBattle.

## Identität
Im Laufe seiner anfänglichen Karriere als Battle-Rapper wurden Spekulationen aufgestellt, wer sich hinter dem Pseudonym SpongeBOZZ verberge. Dabei wurden Namen wie Kollegah, Sebastian Novak, Peter Fokin, BattleBoi Basti und Sun Diego genannt. Unterstützt wurde letztere These durch die Tatsache, dass es viele technische Parallelen im Rap von Sun Diego und SpongeBOZZ gab. Des Weiteren trat Sun Diego seit SpongeBOZZ’ Bekanntwerden nicht mehr öffentlich in Erscheinung und seine Facebook-Seite wurde entfernt. Diese These wurde auch von Kollegah, welcher sein Album Bossaura mit Sun Diego produzierte, vertreten:

„Ich kenne SpongeBOZZ ja auch. Wir haben mal ein Album zusammen gemacht, ‚Bossaura‘. […] Blöd finde ich nur, dass er nicht langsam mal sagt: ‚Okay, ich bin’s, Sun Diego.‘“

Kollegah wiederholte seine Stellungnahme über die Identität von SpongeBOZZ auf seinem Zuhältertape Vol. 4 im Titel Genozid. Auch der Rapper John Webber, der in der Vergangenheit mit Sun Diego zusammengearbeitet hat, warf seinem Ex-Partner vor, SpongeBOZZ zu sein, und veröffentlichte einen Diss-Track gegen ihn.
Es bestand auch die Hypothese, dass SpongeBOZZ und sein häufig auftretender Rappartner Patrick Bang dieselbe Person seien. Dies wurde später jedoch nur teilweise von dem Künstler in seiner Autobiografie bestätigt. Einrappen würde er die Texte selbst, hinter dem Kostüm steckte allerdings ein langjähriger Freund des Interpreten.
Die Single Started from the Bottom/Apocalyptic Infinity seines 2017 erschienenen Albums Started from the Bottom/KrabbenKoke Tape bestätigte indirekt, dass SpongeBOZZ Sun Diego ist, da er den letzten Teil der Single mit unverstellter Stimme rappt und auf Kollegah eingeht, welcher ihn zuvor verbal angriff. Ebenfalls berichtet er in diesem Doppelsong auch über seinen Werdegang aus der Sicht Sun Diegos und über dessen Prägung des deutschen Hip-Hops, was die Hypothese, dass hinter den Kunstfiguren SpongeBOZZ und Sun Diego dieselbe Person steckt, noch einmal bestärkte. Ein weiterer Disstrack mit dem Titel Napoleon Komplex gegen PA Sports wurde im Mai 2017 veröffentlicht, wo er erneut auf Aussagen von PA Sports gegen Sun Diego einging. In diesen Liedern fand sich jeweils die Überschrift Payback #forsundiego in ihren Titeln, wodurch kein Zweifel mehr an seiner Identität blieb. Zwischenzeitlich veröffentlichte er auch Interviews, in denen er als Sun Diego über SpongeBOZZ berichtete.
In der Single Yellow Bar Mitzvah reagiert SpongeBOZZ auf Kollegahs Aussage vom Titel Genozid. Während Kollegah Sun Diego als zu schüchtern und zu androgyn für Rap bezeichnete, weswegen er sein [eigenes] Idol disst und dabei ein Schwammkostüm trage, würde Sun Diego Kollegah in ebendiesem Kostüm ficken.
Er war für eine Zeit lang auch gut mit Julien Sewering, dem Organisator von JuliensBlogBattle, befreundet, welcher ursprünglich für den Großteil der negativen Kritik an Sun Diegos Verwendung von Autotune verantwortlich war. Diesen Effekt kritisierte er sowohl in seinen „Rapanalysen“ zu Kollegahs Album Bossaura als auch in einer Analyse zu Sun Diego selbst stark.
Dimitri Chpakov ist einer der wenigen jüdischen Rapper aus Deutschland und war vor allem zu Beginn seiner Rapkarriere mit Antisemitismus konfrontiert.
Seit Ende 2015 hat er Verbindungen zu den arabischen Clans um Salah Saado und Ali Al-Zein. Auf diese Verbindung spielt er unter anderem auch in einem Disstrack gegen PA Sports an.

## Auseinandersetzungen

### John Webber
Sun Diegos ehemaliger Partner John Webber veröffentlichte 2016 den Disstrack Hit 'Em Up, in welchem er unter anderem Chpakov, seinen damaligen Freund Julien Sewering und dessen verstorbene Mutter lyrisch angriff.
Sewering antwortete darauf mit einem YouTube-Video und Sun Diego veröffentlichte einen Disstrack, in welchem er unter anderem unterstellte, dass er während der Zeit der Zusammenarbeit mit John Webber dessen Texte geschrieben und vorgerappt, sowie dessen Audiospuren auf den Takt geschoben habe, um trotz Defiziten der entsprechenden Fähigkeiten auf Webbers Seite ein professionelles Soundbild zu erreichen.
Nachdem John Webber eine Entschuldigung auf Facebook postete, angab einen schweren Schicksalsschlag im privaten Umfeld erlitten zu haben und seinen Disstrack löschte, entfernten Julien Sewering und Sun Diego ebenfalls ihre zwei Beiträge zu der Auseinandersetzung.

### PA Sports
Der Konflikt zwischen Sun Diego und PA Sports begann im Jahr 2017 mit dem gemeinsamen Track „HS.HC“ von PA Sports und Kollegah aus dem Album Verloren im Paradies, in dem sie unter anderem JuliensBlog und Sun Diego angriffen. Sun Diego und JuliensBlog kündigten daraufhin eine Antwort an. Es erschien der Disstrack Napoleon Komplex von Sun Diego. Im Anschluss veröffentlichte PA Sports den Disstrack Nicht wie wir / Sunny. Der Beef zwischen Sun Diego und PA Sports ist mittlerweile abgeklungen.

### Mois
Am 26. August 2024 gab Sun Diego auf Instagram bekannt, dass "eine jahrelange Karriere" beendet werden müsse. Dadurch, dass er anschließend von Hassnachrichten und Antisemitismus, welcher ihm entgegenschlug, sprach, wurde dies allgemein als Ankündigung des Endes seiner eigenen Rapkarriere wahrgenommen. Es stellte sich jedoch heraus, dass eine Beendigung der Karriere des YouTubers Mois gemeint war und dieses Statement lediglich dazu gedient haben soll, Aufmerksamkeit auf den bevorstehenden Disstrack Stan In The Mirror, welcher am 30. August veröffentlicht wurde, zu lenken. Der Disstrack ist deutlich gegen Mois und seine engeren Verwandten gerichtet und konnte innerhalb eines Tages bereits über 2 Millionen Aufrufe auf YouTube verzeichnen.

### Sinan-G
Im Jahr 2020 stichelte Sun Diego in dem Feature-Part Death Row von Juri gegen den Rapper Sinan-G, indem er auf seine angebliche Beziehung zu einer transsexuellen Frau und einen Waffenfund in dessen Studio anspielte und behauptete, die Polizei habe nur eine Replika gefunden, während die echte Waffe sicher im Schließfach liege. Sinan-G reagierte mit einer offenen Drohung, was die Spannungen zwischen den beiden weiter anheizte.

## Image, Rapstil und Erfolg
In seinen Musikvideos trägt SpongeBOZZ ein SpongeBob-Kostüm mit aufgenähter Sonnenbrille und spielt in seinen Texten häufig auf die Fernsehserie an. Diese Anspielungen vermischt er dabei häufig mit dem Rapperjargon (zum Beispiel Planktonweed oder Krabbenkoke). Auch die Stimme ist für SpongeBOZZ charakteristisch, da er den Serienfiguren nachempfunden ist. Auch das Auftreten von seinem BBM (Bikini-Bottom-Mafia)-Kollegen Patrick Bang (eine Anspielung auf Patrick Star und Farid Bang) ist eine Anlehnung an die Kinderserie. Seit dem Musikvideo „Started from the bottom“ im Januar 2017 verstellt SpongeBOZZ seine Stimme nicht mehr zu jeder Zeit, sondern rappt auch häufiger mit seiner unverstellten Stimme. Auch trägt er nicht mehr durchgehend sein Kostüm, sondern ersetzt dieses häufiger durch ein gelbes Bandana mit verschiedenen Mustern.
Weitere Charakteristiken im Rapstil von SpongeBOZZ sind laut N24 der Gebrauch von „mehrsilbigen Reimketten, treffsichere Punchlines, eine taktgenaue Flowvariation“ sowie die Verwendung von „sauberen Tripletimes.“
Dennis Sand beschreibt den Rapper in einem Artikel der Welt als eines der populärsten Internetphänomene auf der Video-Plattform YouTube, was er unter anderem an der Kostümierung des Rappers festmacht. Er schreibt, dass seine Musikvideos auf YouTube millionenfach angesehen und sein Album in der Vorverkaufsphase so häufig geordert werde, dass er keine Zweifel daran habe, dass das Album auf Anhieb in den Albumcharts landen wird. Laut yaez führte das Album Planktonweed Tape wochenlang sämtliche Vorverkaufslisten in mehreren verschiedenen Handelsmärkten an.

## Diskografie
Studioalben

| Jahr | Titel                                      | Höchstplatzierung, Gesamtwochen, AuszeichnungChartplatzierungen (Jahr, Titel, Platzierungen, Wochen, Auszeichnungen, Anmerkungen) | Höchstplatzierung, Gesamtwochen, AuszeichnungChartplatzierungen (Jahr, Titel, Platzierungen, Wochen, Auszeichnungen, Anmerkungen) | Höchstplatzierung, Gesamtwochen, AuszeichnungChartplatzierungen (Jahr, Titel, Platzierungen, Wochen, Auszeichnungen, Anmerkungen) | Anmerkungen                                                                                           |
| Jahr | Titel                                      | DE | AT | CH | Anmerkungen                                                                                           |
| ---- | ------------------------------------------ | --- | --- | --- | --- |
| 2015 | Planktonweed Tape                          | DE1 (11 Wo.)DE | AT1 (11 Wo.)AT | CH3 (5 Wo.)CH | Erstveröffentlichung: 17. April 2015 als SpongeBOZZ; indiziert seit September 2015 Verkäufe: + 40.000 |
| 2017 | Started from the Bottom / KrabbenKoke Tape | DE2 (16 Wo.)DE | AT2 (7 Wo.)AT | CH3 (4 Wo.)CH | Erstveröffentlichung: 9. Juni 2017 als SpongeBOZZ                                                     |
| 2022 | Yellow Bar Mitzvah                         | DE1 (3 Wo.)DE | AT3 (2 Wo.)AT | CH3 (2 Wo.)CH | Erstveröffentlichung: 22. April 2022                                                                  |